# Soteria

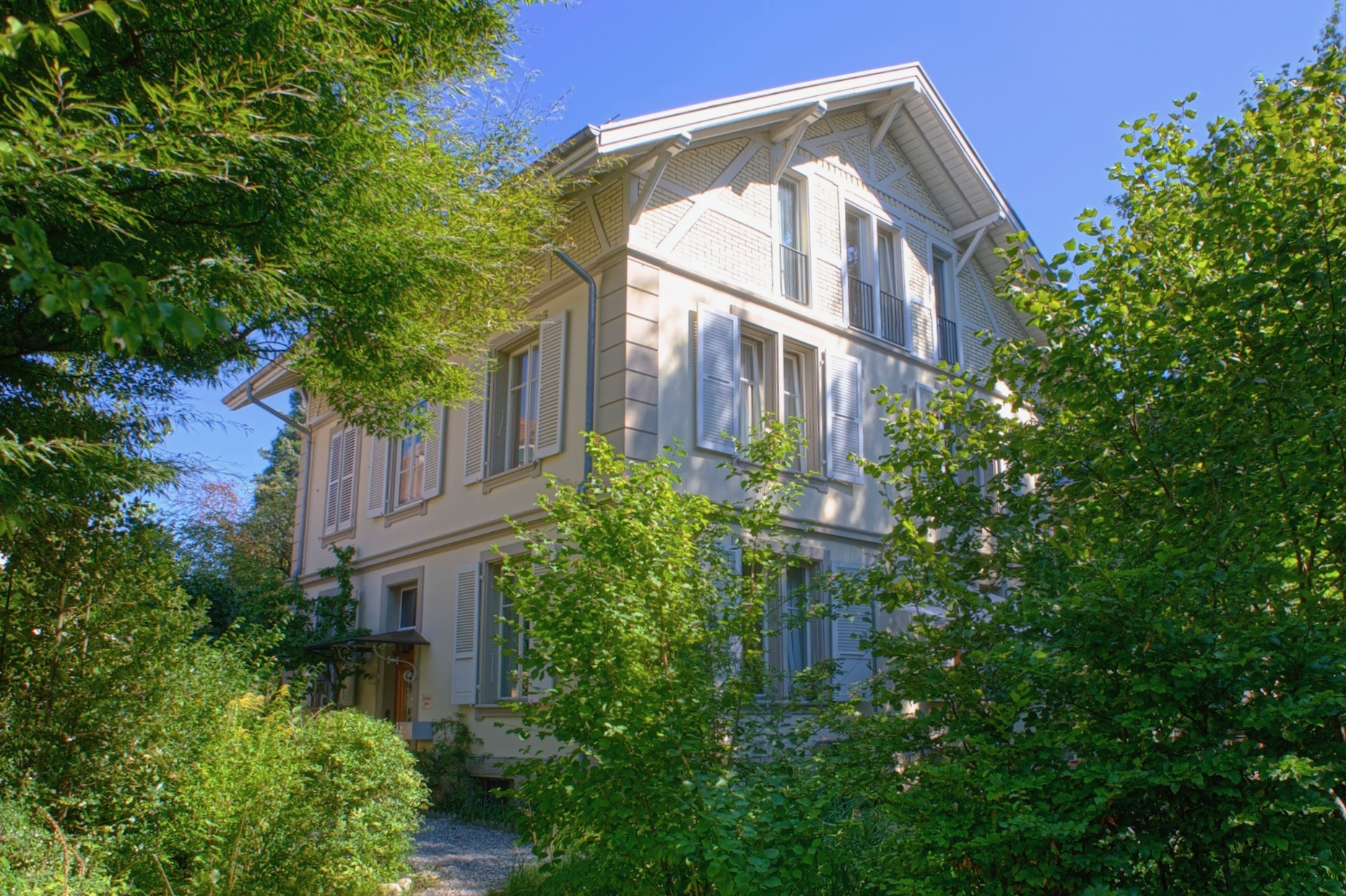
Soteria Bern

Soteria ist eine alternative stationäre Behandlung von Menschen in psychotischen Krisen. In einem alltagsnahen und normalisierenden Kontext (wohnlich, familienartig, entspannt) werden Patienten mit möglichst geringer neuroleptischer Medikation durch ihre Psychose begleitet. Eine wichtige theoretische Basis dieser Therapieform ist die Affektlogik von Luc Ciompi.

## Etymologie und mythologischer Ursprung
Der Begriff „Soteria“ leitet sich vom altgriechischen Wort σωτηρία (sōtēria) ab, was „Rettung“ oder „Heil“ bedeutet. In der griechischen Mythologie war Soteria eine Personifikation der Sicherheit, des Schutzes und der Erlösung vor Gefahr oder Unheil. Sie wurde mit göttlicher Hilfe und Heilung assoziiert und stand in enger Verbindung zu Göttern wie Zeus Sōtēr (Ζεύς Σωτήρ, „Zeus der Retter“) und Asklepios, dem Gott der Heilkunst.
Die Wahl dieses Namens für das psychiatrische Behandlungsmodell „Soteria“ soll auf die Idee der heilenden, schützenden Umgebung hinweisen, die Menschen in psychischen Krisen Unterstützung bietet, ohne sie zu entmündigen.

## Geschichte
Die Soteria-Bewegung entstand in den 1970er-Jahren in den USA als Teil der Anti-Psychiatrie-Bewegung, die sich kritisch mit der traditionellen Behandlung psychischer Erkrankungen auseinandersetzte. 1971 gründete der US-amerikanische Psychiater Loren Mosher in San Francisco das erste Soteria-Haus. Ziel war es, eine alternative Behandlungsform zu erproben, die Schizophrenie nicht als unheilbare Gehirnkrankheit, sondern als eine potenziell überwindbare psychische Krise ansah.
Das Konzept basierte auf der Idee, dass Menschen in Krisen am besten in einer familiären, beruhigenden Umgebung genesen, anstatt in einem herkömmlichen psychiatrischen Krankenhaus. Zentral waren eine nicht-hierarchische Betreuung durch ein kleines Team (einschließlich genesener Patienten), der Verzicht auf übermäßige Medikamentation und die Schaffung einer sicheren Atmosphäre.
Moshers Ansatz stieß jedoch auf erheblichen Widerstand in der Fachwelt. Kritiker warfen ihm vor, eine evidenzbasierte Behandlung zu verweigern. Aufgrund von Kontroversen und finanziellen Problemen musste das ursprüngliche Soteria-Projekt 1983 geschlossen werden.

### Entwicklung im deutschsprachigen Raum
1984 gründete der Schizophrenieforscher Luc Ciompi in Bern (Schweiz) die erste Soteria-Einrichtung in Europa. Dieses Projekt gilt als Vorbild für zahlreiche weitere Initiativen im deutschsprachigen Raum.
In Deutschland verbreitete sich das Soteria-Konzept seit den 1990er Jahren stark. Dort wurden über 15 Soteria-Projekte ins Leben gerufen, darunter Einrichtungen in Zwiefalten (seit 1999), München (seit 2003), Reichenau (seit 2012), Gangelt und Berlin (beide seit 2013) sowie Mannheim. Zudem existiert in Bonn seit 2012 eine psychiatrische Station mit integrierten Soteria-Elementen. Diese Einrichtungen sind Mitglieder der 1997 in Bern gegründeten und 2015 in einen Verein umgewandelten „Internationalen Arbeitsgemeinschaft Soteria“ (IAS). Die IAS fördert Vernetzung, fachlichen Austausch und die Sicherung der Behandlungsqualität mittels der „Soteria Fidelity Scale“.

### International
Neben dem deutschsprachigen Raum gibt es Soteria-Projekte auch in anderen Ländern wie Japan (Tokio), Israel (Jerusalem), dem Vereinigten Königreich und den Niederlanden. Moderne Soteria-Häuser passen das ursprüngliche Konzept oft an lokale Gegebenheiten und Gesundheitssysteme an, indem sie zum Beispiel stärker auf professionelles Personal setzen und in öffentliche Gesundheitssysteme integriert sind.
Das Soteria-Modell hat zudem die moderne Psychiatrie beeinflusst. Der Fokus auf Patient:innenautonomie und soziale Umgebung spiegelt sich in neuen Therapieansätzen wider, wie dem Open-Dialogue-Modell in Finnland und der Recovery-Orientierung.

## Kriterien der Soteria

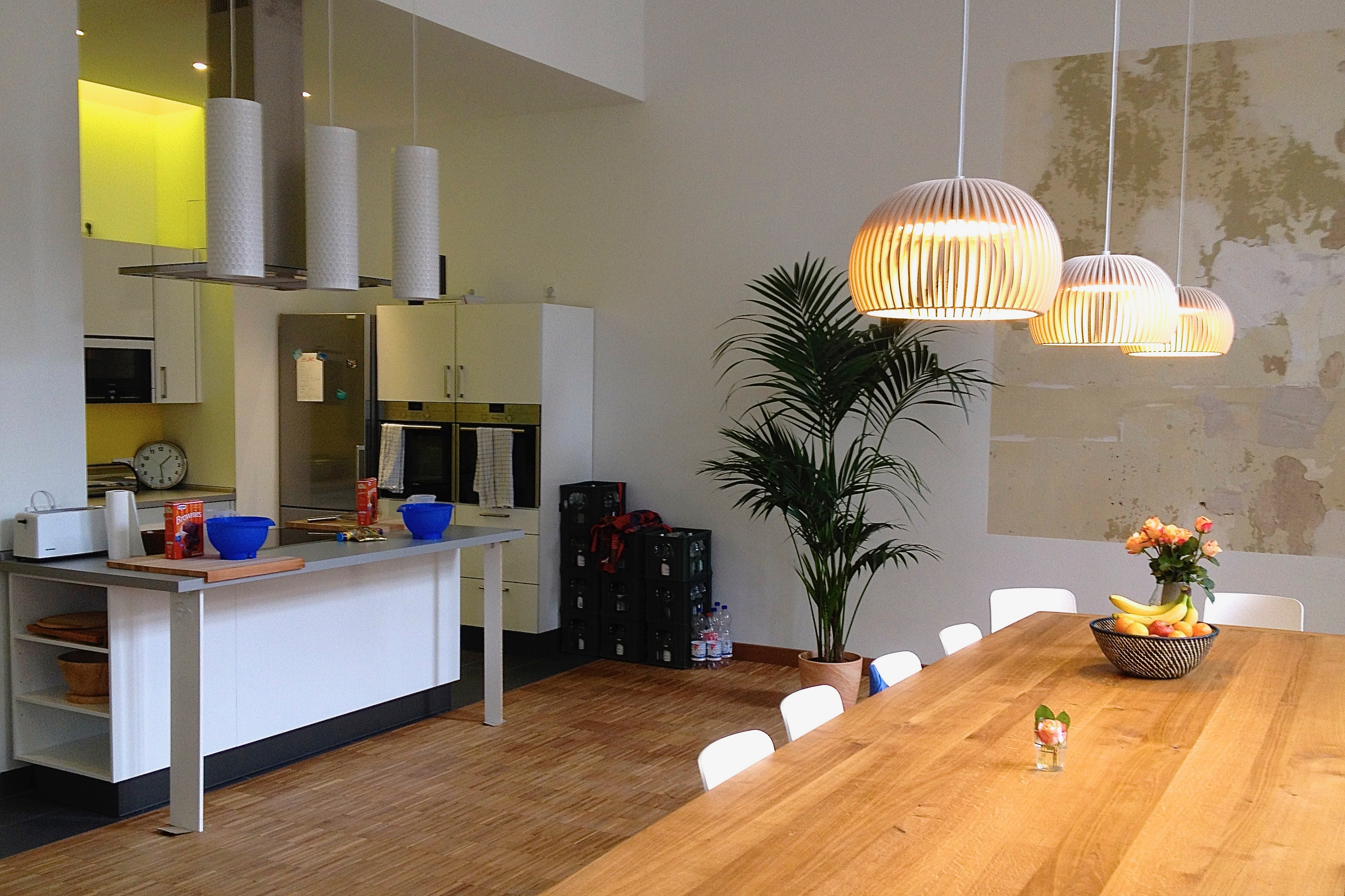
Soteria Berlin

Soteria befindet sich idealerweise in einem Wohnhaus mit großem Garten inmitten der Gemeinde und bietet nicht mehr als 10 jungen, meist an einer akuten Psychose aus dem schizophrenen Formenkreis erkrankten Patienten Platz. Dieses familienartige, möglichst normale und wenig an eine psychiatrische Klinik erinnernde Umfeld schafft eine entspannte Atmosphäre, die wesentlich dazu beiträgt, Ängste ohne den Einsatz hoher Dosen von Neuroleptika zu reduzieren. In der Soteria bemüht man sich um die Schaffung einer kognitiv-affektiven Beruhigung und Ausgeglichenheit. Die Patienten werden „Bewohner“ genannt und ganzheitlich bei der Bewältigung ihrer Psychose begleitet, wenn nötig zu Beginn mit einer 1:1-Begleitung durch die gleiche Betreuungsperson rund um die Uhr. Luc Ciompi hat dafür das «Weiche Zimmer» entwickelt. Die 1:1-Begleitung in diesem spärlich möblierten und in Pastellfarben gehaltenen Raum schützt vor allzu vielen Außenreizen, baut Spannungen und Ängste ab, hilft Vertrauen zum Betreuungsteam aufzubauen und unterstützt das Abklingen psychotischer Symptome.
Nach Abklingen der akuten Phase übernehmen die Patienten/Bewohner zunehmend Eigen- und Mitverantwortung für die Gruppe und beteiligen sich an der tätigen Gemeinschaft zur Bewältigung des Alltages im Sinne der Milieutherapie (gemeinsames Einkaufen, Kochen, Putzen, Wäsche waschen oder im Garten arbeiten). Die Mitarbeiter stützen oder fördern die Bewohner je nach deren aktueller Befindlichkeit. Ein „normaler Alltag“ mit praktischem Tun bedeutet für Menschen in psychotischen Krisen einen Bezug zur Realität, stärkt gesunde Anteile und gibt Halt und Orientierung. Gegen Ende des Aufenthaltes richtet sich der Fokus vermehrt auf die Realität außerhalb der Soteria und die Vorbereitung auf ein möglichst selbständiges Leben unter Vermeidung allzu großer Risiken, an einer erneuten Psychose zu erkranken. In der Soteria geht es also nicht nur um Symptombekämpfung, sondern auch um eine Auseinandersetzung mit der persönlichen Lebenssituation der Bewohner.
In der Soteria arbeitet ein multiprofessionelles Team. Es werden bewusst Menschen mit unterschiedlichen Berufs- und Erfahrungshintergründen angestellt. Darunter sind auch Genesungsbegleiter, die ähnliche Erfahrungen wie die Patienten durchgemacht haben. Die Mitarbeiter und Patienten gestalten ihre Beziehung gleichwertig, es gibt wenig Rollendifferenzierung und wenig Hierarchie. Ziele sind der Aufbau einer vertrauensvollen Beziehung und die Gestaltung einer therapeutischen Atmosphäre, in der sich die Patienten aufgehoben und sicher fühlen können. Eine personelle und konzeptuelle Kontinuität ist für die Patienten und ihre Angehörigen hilfreich, da dies in einer meist angstbesetzten Psychose mehr zur Beruhigung beiträgt als beispielsweise ein Aufenthalt auf Akutstationen mit häufig wechselnden Bezugspersonen und Behandlungsvorstellungen. Wichtig sind die gemeinsame Entwicklung konkreter Behandlungsziele und das alltagsorientierte Leben und Lernen in der therapeutischen Gemeinschaft.
Die enge Zusammenarbeit mit Angehörigen, weiteren Bezugspersonen und Betreuern ist ein wichtiger Aspekt des Ansatzes. Ein vorsichtiger Einsatz von Psychopharmaka hat sich als vorteilhaft erwiesen, um die Verarbeitung der Psychose zu ermöglichen, aber nicht zu verhindern. Eine ausreichende individuelle Aufenthaltszeit zur Aufarbeitung einer Psychose und zur konstruktiven Integration für den weiteren Lebensweg erwies sich in der Vergangenheit als förderlich, ist aber heute bei den immer kürzer werden stationären Aufenthalten oftmals erst in einem anschließenden Aufenthalt in der Tagesklinik möglich, die idealerweise ebenfalls von der Soteria betrieben wird, oder in sie integriert ist.

## Behandlungsgrundsätze

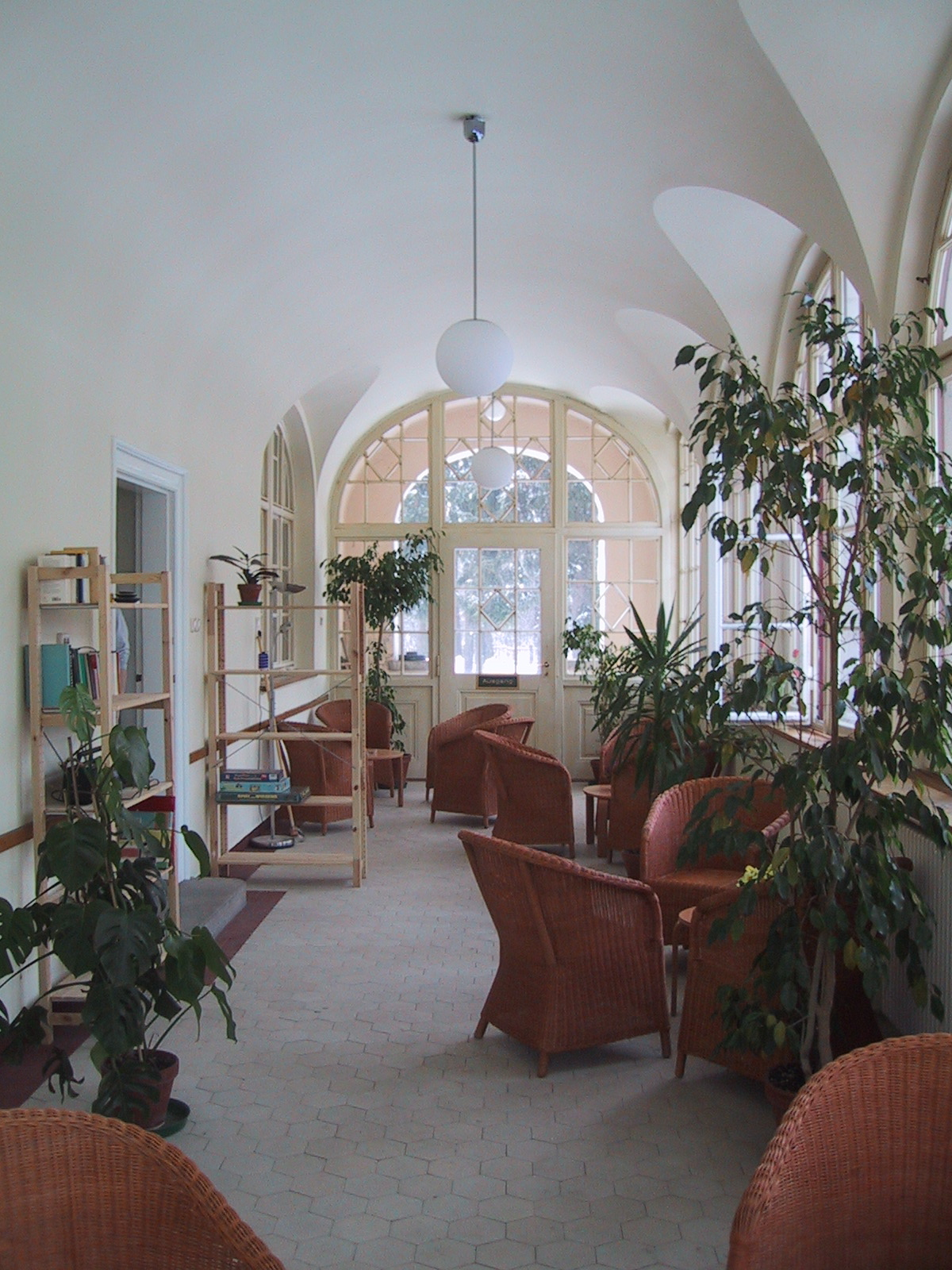
Soteria München

Soteria hat seit ihren Anfängen in Kalifornien den Anspruch, ein Schrittmacher in der Psychosebehandlung zu sein, und orientiert sich an folgenden therapeutischen Grundsätzen:
- Kleines, entspannendes, reizgeschütztes und möglichst normales, familienähnliches Milieu
- Behutsame und kontinuierliche mitmenschliche Begleitung
- Konzeptuelle und personelle Kontinuität der Begleitung während der akuten Phase und darüber hinaus bei den weiterführenden Behandlungsangeboten im Sinne der integrierten Versorgung
- Enge Zusammenarbeit mit Angehörigen und anderen wichtigen Personen aus dem sozialen Umfeld
- Klare und gleichartige Informationen für Bewohner, Angehörige und Betreuer über Verletzlichkeit, psychotische Krise, Krankheitsbild, Behandlung und Prognose
- Gemeinsames Erarbeiten von konkreten Zielen und Prioritäten im Wohn- und Arbeits- bzw. Beschäftigungs- oder Ausbildungsbereich aufgrund realistischer, vorsichtig positiver Zukunftserwartungen, verbunden mit angemessenem Risikobewusstsein, insbesondere bezüglich zukünftiger Belastungen
- Zurückhaltender und individuell abgestimmter Einsatz von Medikamenten
- Rückfallprophylaxe aufgrund der Analyse der individuellen Krisenanzeichen und Belastungssituationen sowie Erarbeiten von Bewältigungsmöglichkeiten
- Individuell gestaltete weiterführende Behandlung im Rahmen des integrierten Versorgungsangebotes
- Der Recovery-Ansatz ist fester Bestandteil der Grundhaltung der Soteria

## Forschungsergebnisse

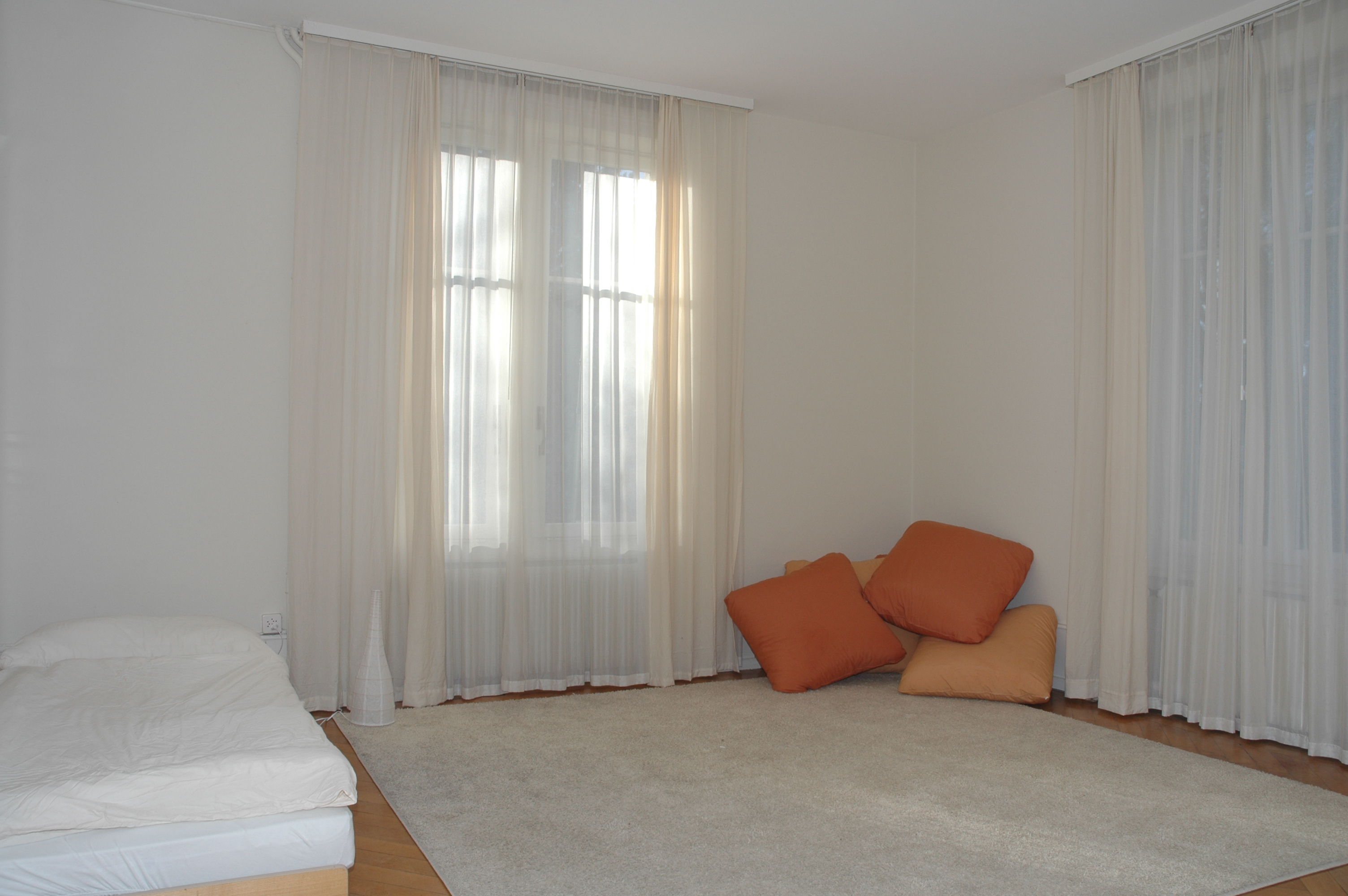
Weiches Zimmer

Die Soteria-Konzepte in Kalifornien (durch Loren Mosher) und Bern (durch Luc Ciompi) wurden durch mehrere empirische Studien evaluiert. Ziel war es, die Wirksamkeit im Vergleich zu konventionellen psychiatrischen Behandlungen zu überprüfen und das Konzept wissenschaftlich zu untermauern. Diese Studien konnten zeigen, dass sich das Soteria-Modell deutlich von der herkömmlichen stationären klinischen Behandlung unterscheidet, aber in seiner Wirksamkeit mindestens ebenbürtig ist.
Insbesondere wurde nachgewiesen, dass der milieutherapeutische Ansatz von Soteria dazu beiträgt, bei vergleichbarer Besserung psychischer Symptome und vergleichbarem Rückfallrisiko mit erheblich weniger Neuroleptika auszukommen. Eine systematische Überprüfung kam zu dem Schluss, dass der Einsatz von antipsychotischen Medikamenten in Soteria-Einrichtungen deutlich niedriger ist als in Kontrollgruppen.
Mosher konnte zudem in einer 2-Jahres-Follow-up-Studie nachweisen, dass das psychosoziale Funktionsniveau von in der Soteria behandelten Patienten, insbesondere in den Bereichen Arbeit und sozialer Interaktion, deutlich besser ist als jenes von Kontrollpatienten.
Die Dauer des Aufenthalts in der Soteria war in den ursprünglichen Studien oft länger. In Bern konnte dieser Nachteil jedoch durch die Einführung einer Soteria-Tagesklinik teilweise behoben werden.
Zur Frage, wie Soteria wirkt, liegen entgegen früheren Annahmen durchaus wissenschaftliche Konzepte vor. Der psychosentherapeutische Wirkmechanismus des Soteria-Ansatzes beruht nach dem Konzept von Luc Ciompi primär auf der Reduktion emotionaler Spannung. Er entwickelte dafür das Konzept der „Affektlogik“, das davon ausgeht, dass eine Psychose durch eine Eskalation von Spannungen entsteht. Das Milieu und die therapeutische Haltung des „Dabei-Seins“ (engl. „being-with“) wirken dem entgegen, indem sie eine spannungsreduzierende Atmosphäre schaffen und den Patienten bei der Reorganisation seines inneren Dialogs unterstützen.
Ob die Behandlung von Ersterkrankten in der Soteria den weiteren Krankheitsverlauf langfristig beeinflusst, wurde bisher nur in Einzelfallstudien untersucht. Es gibt keine großen, statistisch signifikanten Langzeitstudien. Eine in der Fachliteratur dokumentierte Übersicht über rund 32 Jahre Soteria Bern beschreibt die praktische Umsetzung, die therapeutische Grundhaltung sowie Beobachtungen zur langfristigen Wirkung auf Patienten, ohne dabei methodisch belastbare statistische Ergebnisse aufzuweisen.

## Weiterentwicklungen
Die Soteria in Zwiefalten (Baden-Württemberg) wurde 1999 als besondere Station in der Psychiatrie gegründet. Sie richtete sich an junge Menschen, die zum ersten Mal an einer Psychose erkrankt waren. Die Station war Teil des ZfP Südwürttemberg.
Im Jahr 2024 wurde das Konzept verändert. Seitdem werden dort Menschen mit mehreren psychischen Erkrankungen behandelt, zum Beispiel mit einer Suchterkrankung zusätzlich zur Psychose. Das sogenannte milieutherapeutische Konzept bleibt erhalten. Auch der Name „Soteria“ wird weitergeführt.
Laut der Klinikleitung ist die Station nicht geschlossen worden, sondern wird mit einem neuen Ziel weitergeführt. Der Grund dafür ist, dass sich die ursprüngliche Zielgruppe in den letzten Jahren verändert hat. Außerdem sollen Menschen möglichst in ihrer Nähe behandelt werden – ambulant, teilstationär oder stationär – und möglichst vom gleichen Team betreut werden können.
In weiteren Einrichtungen mit einem ähnlichen Konzept z. B. in Reichenau und in München wurde auch das ursprüngliche Soteria-Modell an die heutigen Anforderungen angepasst.